# Hermann Ebel
Hermann Wilhelm Ebel, född 10 maj 1820 i Berlin, död 19 augusti 1875 i Misdroy, var en tysk språkforskare.
Ebel var professor i jämförande språkforskning vid universitetet i Berlin. Han var på sin tid huvudrepresentanten för den keltiska filologin i Tyskland. Han ombesörjde bland annat en ny upplaga av Johann Kaspar Zeuss "Grammatica celtica" (1868–1871).